# Biblioteka Główna Uniwersytetu Rolniczego im. Hugona Kołłątaja w Krakowie
Biblioteka Główna Uniwersytetu Rolniczego w Krakowie – ogólnouczelniana jednostka w strukturze Uniwersytetu Rolniczego w Krakowie, powołana zarządzeniem Ministra Szkolnictwa Wyższego z dnia 1.03.1954 r. w sprawie organizacji zakresu działania Biblioteki Głównej Wyższej Szkoły Rolniczej w Krakowie (Dz.U. MSW i CKK dla Pracowników Nauki nr 3, poz. 12 z dnia 15 marca 1954). 

## Misja, zbiory, działalność
Podstawową misją Biblioteki Głównej było i jest udostępnianie źródeł wiedzy studentom i pracownikom Wyższej Szkoły, Akademii i Uniwersytetu Rolniczego oraz pozostałym użytkownikom, w formie tradycyjnej: książek, skryptów, czasopism drukowanych oraz elektronicznej: baz i publikacji online. Wraz z rozwojem technologii katalog kartkowy został w dużej części zastąpiony katalogiem online, przez który można zamawiać książki do wypożyczenia. Na miejscu w Bibliotece oraz zdalnie, dostępne są również bazy bibliograficzne oraz pełnotekstowe.
Zakres tematyczny zbiorów obejmuje przede wszystkim nauki rolniczo-przyrodnicze, w tym rolnictwo, leśnictwo, zootechnikę, inżynierię środowiska i geodezję, ogrodnictwo, nauki inżynieryjno-techniczne, ekonomię oraz nauki o żywieniu. Biblioteka posiada także zbiory dotyczące historii rolnictwa oraz wiele innych z szerokiego spektrum nauk humanistycznych.
Innymi formami działalności Biblioteki Głównej jest dokumentowanie historii rolnictwa, nauk rolniczych w Krakowie i Galicji, organizowanie wystaw jubileuszowych: wydziałowych i ogólnouczelnianych oraz tematycznych związanych z wydarzeniami historycznymi, osiągnięciami naukowymi oraz zasłużonymi dla WSR-AR-UR postaciami profesorów i naukowców. Prezentowane na wystawach treści opierają się w dużej mierze na materiałach gromadzonych przez Archiwum Uczelni i Muzeum. Pracownicy Biblioteki Głównej publikują również artykuły naukowe w oparciu o własne badania i zgromadzone zbiory. 
Od połowy ostatniej dekady Biblioteka Główna zajmuje się także dokumentowaniem dorobku naukowego pracowników Uniwersytetu Rolniczego, co ma ogromne znaczenie zarówno na szczeblu lokalnym, jak i ogólnopolskim, gdyż stanowi podstawę do oceny merytorycznej, parametryzacji i miejsca rankingowego Uczelni w wielu statystykach ministerialnych.

## Historia[1]
- 1954 – utworzenie Biblioteki Głównej WSR z siedzibą w Collegium Chemicum UJ (ul. Krupnicza 41)
- 1964 – przeniesienie Biblioteki do nowej siedzibie w tzw. "Budynku Jubileuszowym" (al. Mickiewicza 24/28); ustalenie struktury: Oddział Gromadzenia Zbiorów, Oddział Opracowania Zbiorów, Oddział Udostępniania Zbiorów, Oddział Informacji Naukowej
- 1966 – otrzymanie patentu na wzór zakładki metalowej do książek - autorem był pracownik Biblioteki mgr Maria Zawłocka
- 1970 – powstanie Archiwum Uczelni
- 1975 – przystąpienie BG AR do zautomatyzowanego systemu informacyjnego "KRAKUS"
- 1976 – utworzenie Muzeum Uczelni oraz Pracowni Dokumentacji Historii Rolnictwa
- 1987 – początek informatyzacji jednostki, zakup pierwszego komputera
- 1994 – BG AR członkiem Krakowskiego Zespołu Bibliotecznego wdrażającego komputerowy system do obsługi biblioteki VTLS (Virginia Tech Library System)
- 1996 – 7 grudnia do systemu VTLS wprowadzono pierwszy rekord bibliograficzny opisu książki
- 1997 – 1 grudnia udostępniono czytelnikom elektroniczny katalog książek; opracowano stronę internetową BG UR
- 2000 – rozpoczęto wypożyczanie książek z zamówień elektronicznych
- 2007 – powstała Pracownia Informacyjno-Komputerowa
- 2010 – utworzono nową stronę BG UR
- 2014 – rozstrzygnięto konkurs na logo BG UR
- 2015 – wprowadzono system rejestracji publikacji pracowników naukowych UR (REPO)
- 2019 – opracowano kolejną wersję strony internetowej Biblioteki; rozpoczęto realizację projektu "Małopolska Platforma Nauk Przyrodniczych" i digitalizację zbiorów historycznych
- 2025 - zmigrowano z systemu bibliotecznego VTLS na system Koha

## Władze
Dyrektorzy (kierownicy) jednostki:
- 1954–1962 – mgr Maria Wójcik
- 1962–1990 – dr inż. Zdzisław Kosiek
- 1990–2004 – mgr inż. Ewa Turczyńska
- 2004–2006 – prof. dr hab. Stanisław Sroka
- 2006–2010 – mgr Elżbieta Chajdaś (p.o.)
- 2010–2021 – dr Bożena Pietrzyk
- od 2021 – mgr Paweł Jakubiec

## Siedziby
Pierwszą siedzibą było Collegium Chemicum UJ (ul. Krupnicza 41). W 1964 r. Bibliotekę przeniesiono do nowego budynku tzw. jubileuszowego, w którym znajduje się do dzisiaj. Czytelnie zewnętrzne znajdują się na Wydziałach: Leśnym (Al. 29 listopada 46), Biotechnologii i Ogrodnictwa (Al. 29 Listopada 54), Technologii Żywności (ul. Balicka 122). Archiwum Uczelni mieści się przy ul. Klemensiewicza 3.

## Struktura
W ciągu prawie siedemdziesięciu lat istnienia Biblioteka wielokrotnie zmieniała swoją strukturę. Głównymi działami, od początku istnienia były: Oddział Gromadzenia Zbiorów, Oddział Opracowania Zbiorów, Oddział Udostępniania Zbiorów i Oddział Informacji Naukowej. W późniejszym okresie powstały także: Archiwum Uczelni (1970 r.), Muzeum (1976 r.) oraz Oddział ds. Rejestracji Dorobku Naukowego Pracowników UR (2017 r.). Struktura Biblioteki Głównej obecnie:

### Oddział Gromadzenia i Opracowania Zbiorów
- Sekcja Gromadzenia Zbiorów
- Sekcja Opracowania Zbiorów

### Oddział Udostępniania Zbiorów
- Wypożyczalnia
- Wypożyczalnia Międzybiblioteczna
- Czytelnia Główna
- Czytelnia na Wydziale Leśnym
- Czytelnia na Wydziale Technologii Żywności
- Czytelnia na Wydziale Biotechnologii i Ogrodnictwa
- Sekcja Przechowywania i Konserwacji Zbiorów

### Oddział Informacji Naukowej i Dokumentacji
- Zespół ds. Rejestracji Dorobku Naukowego
- Sekcja Informacji Naukowej

### Inne
- Bibliotekarz systemowy
- Stanowisko ds. kontroli i selekcji księgozbioru
- Stanowisko ds. administracyjno-organizacyjnych[2]

## Wystawy zorganizowane przez Bibliotekę Główną
Agendy wchodzące w skład BG: Oddział Informacji Naukowej (obecnie Sekcja), Archiwum oraz Muzeum od wielu lat zajmują się organizacją wystaw tematycznych. Oto niektóre z nich w ostatnim 10-leciu działalności:
- 10.06.2010  Park Duchacki w fotografii, ikonografii i kartografii
- 23.09.2010  50-lecie kierunku Geodezja i Kartografia
- 29.10.2010  Dzieje nauczania rolnictwa w Krakowie
- 14.12.2010  Krajobraz muzyczny Chopina
- 18.05.2011  „Prof. Emil Godlewski (senior) 1847-1930. Naukowiec, Współtwórca Studium Rolniczego UJ, Budowniczy Collegium Agronomicum”
- 16.01.2012  Panteon Narodowy - koncepcja architektoniczna
- 07.05.2012  Wystawa poświęcona J. J. Ignacemu Łukasiewiczowi
- 20.09.2013  Wystawa z okazji 100-lecia urodzin prof. dra hab. Zygmunta Ewy (1913-2013)
- 25.10.2013  Tak tworzyła się historia
- 28.11.2013  "Takie będą Rzeczypospolite, jakie ich młodzieży chowanie"
- 21.05.2014  "Z rolnictwem przez wieki"
- 18.09.2014  Historia Oddziału i Wydziału Technologii Żywności
- 22.09.2014  Historia Wydziału Leśnego
- 24.11.2014  90 lat Gleboznawstwa w Krakowie
- 27.05.2015  Inspiracja Naturą - Ogrody, Literatura, Sztuka
- 15-16.06.2015  Profesorowi WR (Twink) Allenowi z okazji 50-lecia pracy naukowej
- 22.10.2015  Dzieje studiów rolniczych w Krakowie
- 11.12.2015  Wystawa towarzysząca Seminarium Naukowemu Bibliotekarzy i Archiwistów Uczelni Wyższych o profilu rolniczo-przyrodniczym
- 09.05.2016  "Skarby" w Bibliotece - wystawa towarzysząca XIII Ogólnopolskiemu Tygodniowi Bibliotek
- 05.12.2016  "Informacja naukowa i technologie informacyjne - od abacusa do komputera"
- 23.01.2018  "Wybrane eksponaty z kolekcji Muzeum UR"
- 18.05.2018  Wystawa z okazji 65-lecia Uniwersytetu Rolniczego
- 27.09.2018  Wystawa z okazji jubileuszu 60-lecia Wydziału Biotechnologii i Ogrodnictwa
- 05.10.2018  "Jedno nazwisko, jedno życie" - 100-lecie niepodległości Polski
- 20.09.2019  Jubileusz 45-lecia Wydziału Technologii Żywności - wystawa towarzysząca
- 27.09.2019  70 lat Wydziału Leśnego - wystawa towarzysząca jubileuszowi
- 04.11.2019  Pracownicy naukowi Wydziału Rolniczego w „Sonderaktion Krakau”